# بيت الأربع غرف

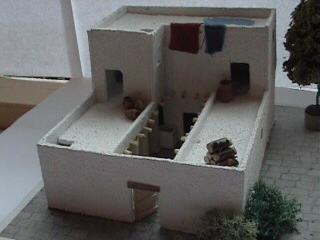
نموذج لبيت نموذجي في هضاب السامرة، أو ما يسمى ببيت الأربع غرف.

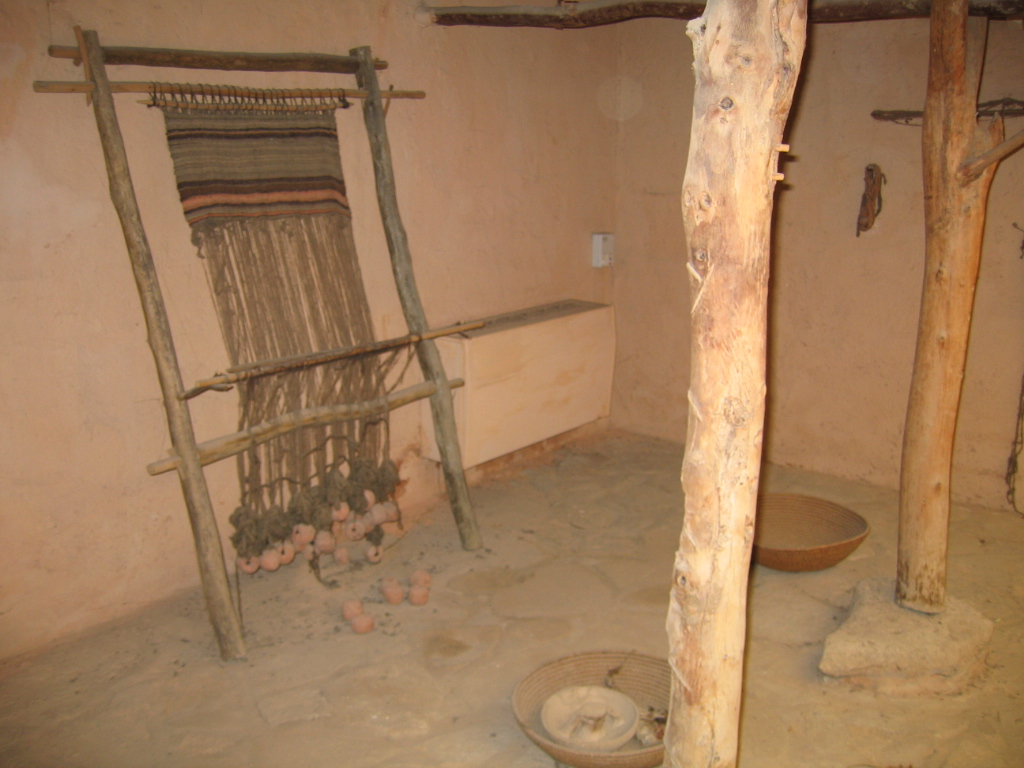
بيت أربع غرف أعيد بناؤه ، من القرن العاشر إلى السابع قبل الميلاد ، متحف أرض إسرائيل، تل أبيب.

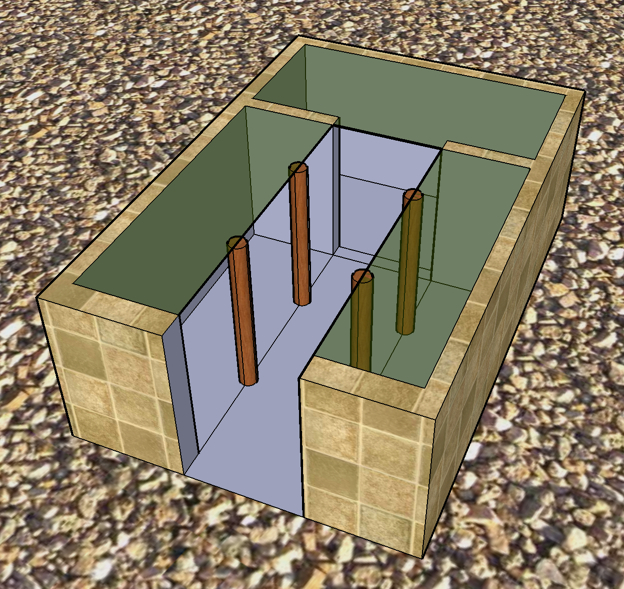
إعادة بناء 3D رقمية لتوزيع الفراغات الأساسية

بيت الأربع غرف ، والمعروف أيضًا باسم «البيت الإسرائيلي» أو «البيت ذي الأعمدة» pillared house هو الاسم الذي يطلق على المنازل الطينية والحجرية المميزة للعصر الحديدي في المشرق.
تم تسمية المنزل المكون من أربع غرف بهذا الاسم لأنه مصمم وفق مخطط مقسم إلى أربعة أقسام، على الرغم من أن جميع الأقسام الأربعة ليست غرفًا بالمعنى الصحيح، فغالبًا ما يكون واحدًا منها عبارة عن فناء غير مسقوف. يُطلق عليه أيضًا أحيانًا منزل ذو أعمدة لأن اثنين - أو الثلاثة - من «الغرف» المتوازية من مستوى الأرض مفصولة بواحد أو اثنين على التوالي - من الأعمدة الخشبية. ومع ذلك، فإن الأعمدة ليست هي السمة المميزة للمنزل المكون من أربع غرف، وهذا الخطأ في المصطلحات يؤدي إلى الخلط بين المنازل المكونة من أربع غرف والمباني الأخرى، مثل المخازن والإسطبلات، حيث تم استخدام الأعمدة على نطاق واسع، ولكن التي لم يتم بناؤها وفق تخطيط منزل الأربع غرف. عندما تم تضمين طابق علوي، استخدمه السكان كمكان للمعيشة، بينما استخدم الطابق الأرضي حظيرة للماشية وللتخزين. كانت هناك اختلافات متعددة في المنازل المكونة من أربع غرف. بعضها مصمم من خمسة أو ثلاثة أو غرفتين، وفي بعض الأحيان تم تقسيم الغرف بجدران إضافية إلى غرف أصغر. وبالأخذ بالاعتبار هذه الأنواع الفرعية من منزل الأربع غرف، فإن شعبية هذا التصميم بدأت في بداية العصر الحديدي الأول (نهاية القرن الحادي عشر قبل الميلاد) وسيطرت على العمارة في إسرائيل خلال العصر الحديدي الثاني حتى المنفى البابلي. بعد تدمير يهوذا (في القرنين السابع والسادس قبل الميلاد) لم يعد يستخدم هذا نوع من العمارة.

## تحليل
كانت هناك نظريات متعددة حول سبب كون عمارة بيت الأربع غرف شعبية جدا. يمكن إجراء التحليل المعماري للوحدات السكنية بالطريقة التي يتم تجميعها بها، والعلاقة بين هياكلها، وحجمها، والتنقسيمات الداخلية، وحجم وبنية العائلات التي سكنتها.  يمكن توضيح نقاط مختلفة حول بيت الأربع غرف والمتعلقة بثقافة سكانهم. يبدو أن التباين في أحجام المنازل وجودة البناء داخل المدن كان نتيجة التقسيم الاجتماعي والاقتصادي داخل المدن. تم العثور على منازل من أربع غرف في عزلة أو بنيت في مجموعات من وحدات مجمعة. يمكن ملاحظة أن المنازل الحضرية الأصغر حجماً، والتي تشترك فيها الجدران، كانت مأهولة على الأرجح بالعائلات النووية، في حين أن المنازل المستقلة الأكبر كانت تنتمي إلى عائلات ممتدة وغنية مثل النخبة الحضرية. من خلال تحليل تركيب داخل المنزل المكون من أربع غرف، يمكن القول أن المنزل المؤلف من أربع غرف يعكس أيديولوجية مساواة. المنزل المكون من أربع غرف مُصمم بحيث يمكن الوصول مباشرة إلى جميع الغرف الداخلية من المساحة المركزية للمنزل، مما يشير إلى أن جميع الغرف متساوية وأنه لا يوجد تسلسل هرمي للمساحة. كان المنزل المكون من أربع غرف على عكس المسكن النموذجي الكنعاني - الفينيقي، والذي كان مخططًا حيث لا يمكن الدخول إلى بعض الغرف إلا عن طريق المرور عبر غرف أخرى، ومن ثم يظهر بذلك التسلسل الهرمي للوصول. 
على الرغم من اعتبارها أحيانًا إسرائيليًا بشكل خاص، فقد تم تحدي هذه الفكرة. يكتب زيفيت Ziony Zevit أنه على الرغم من أنه «بيوت العصر الحديدي ذات أعمدة، فإن» المنزل المكون من أربع غرف «ليس إسرائيليًا فريدًا»، إذ يدرج أسماء عدة مواقع لم تكن فيها سيطرة لمملكة يسرائيل وتعود إلى العصر الحديدي حيث توجد مثل هذه المنازل، لكنه يصرح بأنها ليست مثل أقدم «المنزل ذات الأعمدة في أواخر العصر البرونزي الثاني في تل البطش»، ويخلص في النهاية إلى أن كل ما يُعتبر «من خصائص المواقع الإسرائيلية»،  أصولها غير مؤكدة. 

## أنماط البناء والمواد
من خلال الحفريات الأثرية والدراسات الأنثروبولوجية، من الممكن البيان عن مواد البناء والأساليب الممكنة المستخدمة في بناء المنازل المكونة من أربع غرف في إسرائيل. يبلغ طول المنازل المكونة من أربع غرف في العصر الحديدي الأول عشرة أمتار وعرضها 8 إلى 10 أمتار. يتكون مخططه من ثلاث غرف على محور واحد، متصلة بواسطة «غرفة واسعة» واحدة في الجزء الخلفي من المبنى. على الرغم من أن غالبية المنازل لم يتم العثور عليها واقفة، فمن خلال التحليل، يمكن أن نستنتج أن بعض المنازل كانت بطابقين. لم تكن جميع المنازل المكونة من أربع غرفمستقلة بذاتها. بينما تم العثور على بعض المنازل في عزلة، تم العثور على منازل أخرى مع جدران مشتركة، وحتى تقاسم الجدار العريض الخلفي مع جدار الخارجية الدفاعية لمدينة. يمكن بناء المنازل على شكل دائري، حيث يربط سور المدينة الخارجي جميع جدران الغرفة الخلفية، كما هو الحال في مزيج من جدار المكامن والجدار السكني.  وفي هذه الحالة كانت الجدران العادية حوالي متر واحد وتم بناؤها من الأحجار الغشيمة. وكانت الجدران الدفاعية الخارجية أكثر سمكا. من المرجح أن تقصر أسطح الجدران الخارجية لمنع التآكل عند هطول الأمطار التي قد تكون قوية في الشتاء والربيع في المنطقة. تتطلب القصارة.كمية كبيرة من الجير لتصنيعها، وفرن. كانت الطوابق مؤلفة من أرض مدكوكة ورصف من الحجرة. ساعدت طبقات الرماد والطين في الحفاظ على الأرضيات ناعمة ومستوية. كما يتضح من الحجم والوزن الهائلين لجميع الأحجار والأعمدة الخشبية والجدران الطينية المستخدمة في بناء المنزل المكون من أربع غرف، يمكن القول أن البناء كان مجهودًا جماعيًا استغرق الكثير من الطاقة.